# Lugo (Spanje)
Lugo is een stad en gemeente in de Spaanse provincie Lugo in de regio Galicië met een oppervlakte van 330 km². In 2011 telde Lugo 98.457 inwoners. De stad ligt aan de Miño.

## Geschiedenis
Lucus Augusti, de Romeinse naam voor de stad, was een van de belangrijkste steden in het noordwesten van het Iberisch schiereiland. De 3e-eeuwse en 4e-eeuwse Romeinse muren van Lugo zijn nog steeds intact en werden in 2000 opgenomen op de Werelderfgoedlijst van UNESCO. De stad kwam achtereenvolgens in handen van de Sueven, Visigoten en Moren en werd in de 10e eeuw veroverd door koning Alfons III van Asturië. In 1129 werd begonnen aan de bouw van de kathedraal, die romaanse, gotische, barokke en neoclassicistische bouwelementen bevat.

## Demografische ontwikkeling
Bron: INE; 1857-2011: volkstellingen

## Sport
CD Lugo is de professionele voetbalclub van Lugo en speelt in het Estadio Anxo Carro.
Lugo is meermaals etappeplaats geweest in de wielerkoers Ronde van Spanje. De Belg Eddy Planckaert won er twee keer een etappe.

## Bezienswaardigheden
De muurschildering Julio Caesar van Diego As werd in 2022 door de website Street Arts Cities uitgeroepen tot beste graffiti ter wereld.

## Geboren
- Xoán Montes Capón (1840–1899), componist, dirigent, organist en pianist
- Luís Pimentel (1895–1958), dichter
- Pilar Barreiro Álvarez (1955), politica
- Luis Tosar (1971), acteur
- Silvia Jato (1974), tv-presentatrice
- Alessandra Aguilar (1978), langeafstandsloopster
- Jorge Prado García (2001), motorcrosser

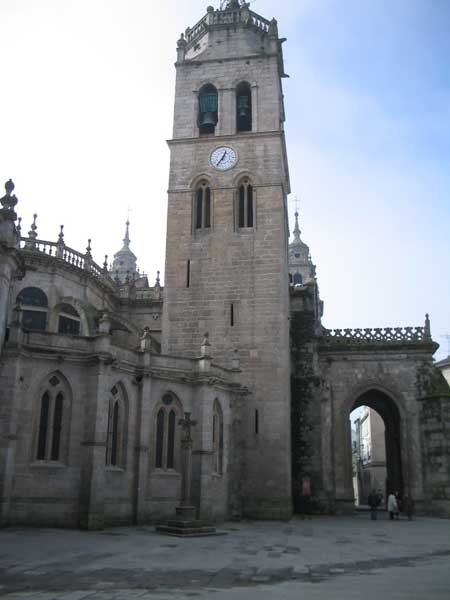
Kathedraal van Lugo

Abadín · Alfoz · Antas de Ulla · Baleira · Baralla · Barreiros · Becerreá · Begonte · Bóveda · Burela · Carballedo · Castro de Rei · Castroverde · Cervantes · Cervo · Chantada · O Corgo · Cospeito · Folgoso do Courel · A Fonsagrada · Foz · Friol · Guitiriz · Guntín · O Incio · Láncara · Lourenzá · Lugo · Meira · Mondoñedo · Monforte de Lemos · Monterroso · Muras · Navia de Suarna · Negueira de Muñiz · As Nogais · Ourol · Outeiro de Rei · Palas de Rei · Pantón · Paradela · O Páramo · A Pastoriza · Pedrafita do Cebreiro · A Pobra do Brollón · Pol · A Pontenova · Portomarín · Quiroga · Rábade · Ribadeo · Ribas de Sil · Ribeira de Piquín · Riotorto · Samos · Sarria · O Saviñao · Sober · Taboada · Trabada · Triacastela · O Valadouro · O Vicedo · Vilalba · Viveiro · Xermade · Xove
Albacete · Alicante · Almería · Ávila · Badajoz · Badalona · Barcelona · Bilbao · Burgos · Cáceres · Cádiz · Cartagena · Castelló de la Plana · Ceuta · Ciudad Real · Córdoba · A Coruña · Cuenca · Elche/Elx · Gijón · Girona · Granada · Guadalajara · L'Hospitalet de Llobregat · Huelva · Huesca · Jaén · Jerez de la Frontera · León · Lleida · Logroño · Lugo · Madrid · Málaga · Melilla · Mérida · Móstoles · Murcia · Oviedo · Ourense · Palencia · Palma · Las Palmas de Gran Canaria · Pamplona · Pontevedra · Sabadell · Salamanca · San Sebastián · Santa Cruz de Tenerife · Santander · Santiago de Compostella · Segovia · Sevilla · Soria · Tarragona · Terrassa · Teruel · Toledo · Valencia · Valladolid · Vigo · Vitoria-Gasteiz · Zamora · Zaragoza